# マクラーレン・MCL34
マクラーレン・MCL34 (McLaren MCL34) は、マクラーレンが2019年のF1世界選手権参戦用に開発したフォーミュラ1カーである。

## 概要
2019年2月14日に正式発表された。
車体はマクラーレン独自の路線から最新のトレンドを積極的に取り入れる方向にシフトし、サイドポッドは絞られ、レッドブルのようなエンジンカバーの処理を施し、インダクションボックスもルノーのように大型化され、スラット型ウイングも取り入れた。マクラーレン独自の豚鼻ノーズは健在だが、メルセデスのように狭められている。フロントサスペンションアームのアップライト側ピボットにハイマウントブラケットが設置された。
カラーリングは前年のMCL33同様パパイヤオレンジがベースだが、青のアクセントが広くなっている。本年からブリティッシュ・アメリカン・タバコ(BAT)とのパートナーシップ契約が結ばれたことに伴い、同社の潜在的にリスクが低減された商品の宣伝プログラム「A Better Tomorrow」のロゴが掲載された。ただし、たばこ広告規制の厳しい開幕戦オーストラリアGPは、BAT社に代わりセブン-イレブンのロゴを掲載し、日本GPではファミリーマートのロゴを掲載した。
燃料サプライヤーは前年に契約したペトロブラスへ本年から変更する予定であったが、準備の遅れにより開幕に間に合わず、前年同様BP/カストロールを使用している。それどころか、シーズン中に今季でペトロブラスとの契約が解消されるのではという情報が流れ、最終的には第20戦ブラジルGP前に両者の契約は解消される形となった。

## 2019年シーズン

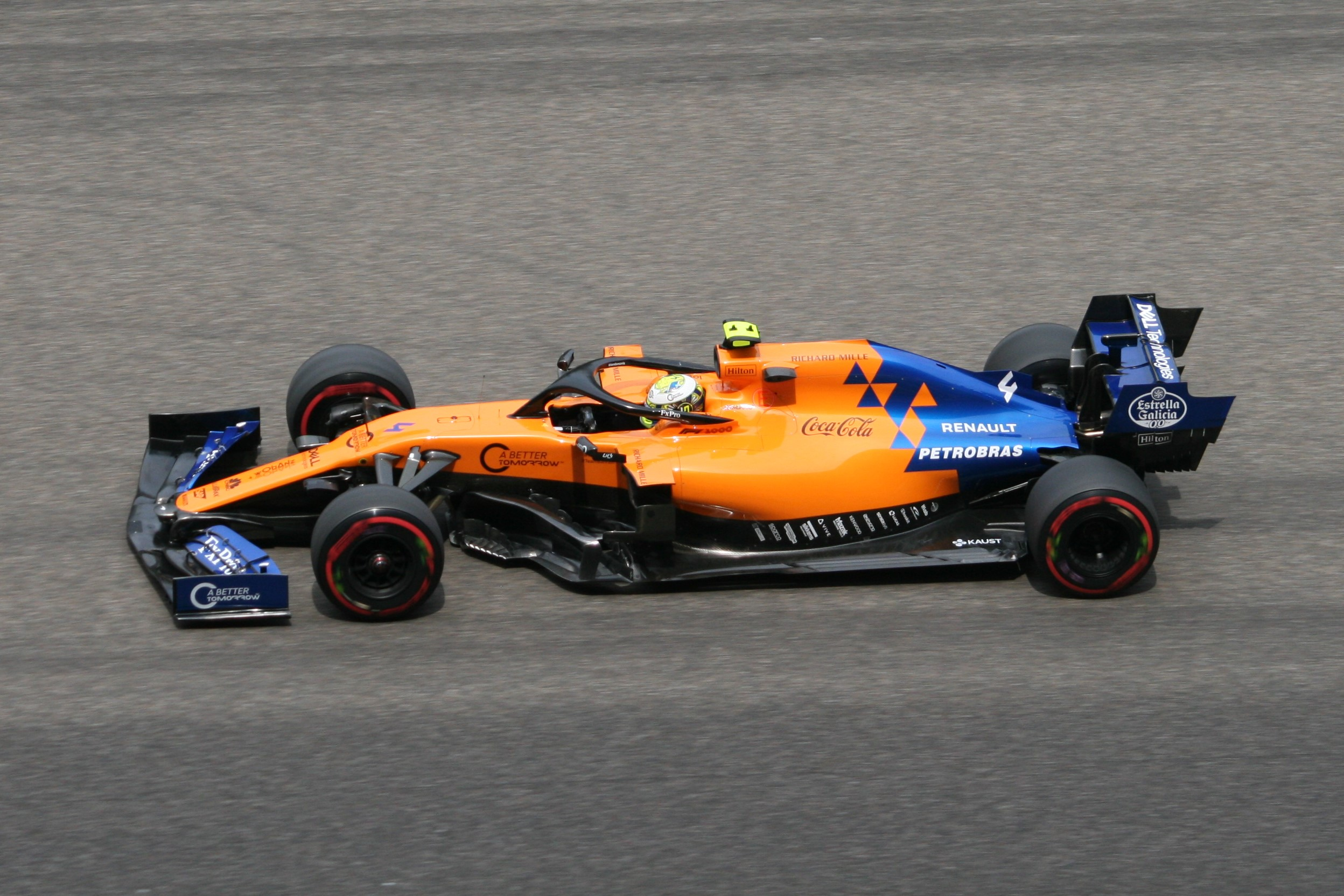
ランド・ノリスがドライブするMCL34（2019年中国GP）

ドライバーはカルロス・サインツJr.がルノーから移籍、ランド・ノリスがリザーブドライバーから昇格した。開幕後の3月25日からジェームス・キーがトロ・ロッソから移籍し、テクニカルディレクターに就任した。ポルシェでチーム代表を務めていたアンドレアス・ザイドルが第5戦スペインGPからチーム代表に就任した。
前年のマシンの完成度から評価が割れていたが、プレシーズンテストでは暫定トップを記録し、トラブルで走行時間が削られることもなく前年より好調な形でテストを終えた。そして、開幕戦オーストラリアGPではノリスが初の予選Q3進出。第2戦バーレーンGPでは予選Q3へ2台とも進出。同決勝ではノリスが6位入賞を果たし、今季のチーム及び自身のキャリア初入賞を飾った。他にも実質1年ぶりに第4戦アゼルバイジャンGPでダブル入賞を達成。更に第8戦フランスGPでは予選でノリスが5番手、サインツが6番手を獲得し、同決勝もダブル入賞を達成するなど周囲を驚かせた。
マシントラブルで入賞を逃すことがあるものの、前年より予選Q3進出回数の増加や第12戦ハンガリーGPでレッドブルのピエール・ガスリーとのバトルを制して5位入賞を果たすなど、不振が目立った前年より改善していることを表す場面が増えている。また、シーズン前半戦として区切られる同レースの結果により、前年のポイント及び入賞数を上回った。更に第16戦ロシアGPでのダブル入賞により、コンストラクターズポイントが2014年以来の100ポイント超えを果たすなど、今季は今までの不振から脱却する兆候が随所にみられる結果を残している。
実際、マシンの戦闘力は少なくとも前年より大幅に改善しており、日本GPのフリープラクティスでMCL34の走行を見た松浦孝亮は「マクラーレンの車は凄く良い。マクラーレンに他のエンジンを載せたら結構いいところまで来ると思う」と述べている。また、チーム代表のザイドルは、マシンが向上した要因は「昨シーズン途中に加わったパット・フライとアンドレア・ステラによる設計プロセスの改善が大きい」と分析し、マシンの開発能力が改善した結果としている。
その一方でドライバーらは決勝でのレースペースなどの課題がある以上、油断はできないとして慎重な姿勢を崩していない。
それでも、第20戦ブラジルGP、サインツがPUトラブルで予選に出走できず最後尾スタートとなり、決勝は1ストップ戦略で猛追。最終的には4位まで挽回した。そんななか、3位のルイス・ハミルトンが接触の責を問われたタイムペナルティにより降格。その結果、表彰式には間に合わなかったものの（この背景はサインツがDRSの使用が禁止された区間でそれを起動させた規則違反の審議が行われたため、一旦チェッカーフラッグを受けた順番で式典が行われたからである）、サインツが3位に繰り上がり、自身初の表彰台とチームとしては2014年の開幕戦オーストラリアGP以来の表彰台獲得となった。
結果だけ見れば、今季はトップ3チーム（メルセデス・フェラーリ・レッドブル）に次ぐ「ベスト・オブ・ザ・レスト」のポジションの常連となっており、エンジン供給元であるルノーワークスも後半戦になって追い上げ始めたが、前半戦の好調や第20戦の3位表彰台が決め手となり、2012年のコンストラクターズ3位に次ぐ成績となる4位獲得を果たした。
だが、今季はタイヤ規格の変更などのレギュレーションの大幅な変更に苦戦しているチームが多い。そのため、この躍進が一過性のものなのか、それとも復活への第一歩かの判断は翌シーズンに持ち越された。
また、2019年シーズンにおいて単独クラッシュしていない唯一のチームであり、年間修理費ランキングでもサインツが20位、ノリスが17位と両ドライバーとも非常に安定していることがうかがえる。

## スペック

### シャシー
- 形式：マクラーレン MCL34
- モノコック：ドライバーコントロールと燃料電池を組み込んだカーボンファイバー・コンポジット製
- 安全構造：コクピット・サバイバルセル（耐衝撃構造）、貫通防止パネル、フロント・インパクト構造、規定されたサイド・インパクト構造、一体型リア・インパクト構造、フロント＆リアロール構造、Halo二次ロール構造
- ボディーワーク：カーボンファイバー・コンポジット製エンジンカバー、サイドポッド、フロア、ノーズ、フロントウイング、リアウイング、ドライバー操作によるドラッグ抵抗低減システム（DRS）
- フロントサスペンション：カーボンファイバー製ウィッシュボーン、プッシュロッド式トーションバー、ダンパーシステム
- リアサスペンション：カーボンファイバー製ウィッシュボーン、プルロッド式トーションバー、ダンパーシステム
- 重量：743kg（ドライバー含む・燃料は含まず）、重量配分は45.4％:46.4％
- 電子機器：マクラーレン・アプライド・テクノロジーズ シャシー制御とパワーユニット制御、データ収集機器、データ解析およびテレメトリー・システムを含む
- 計器類：マクラーレン・アプライド・テクノロジーズ ダッシュボード
- ブレーキシステム：曙ブレーキ工業（AKEBONO） ブレーキキャリパー、マスターシリンダー、“ブレーキ・バイ・ワイヤ”ブレーキコントロールシステム、カーボンファイバー製ディスクブレーキ・パッド
- ステアリング：ラック・アンド・ピニオン型パワーアシスト
- タイヤ：ピレリ P-Zero
- ホイール：エンケイ
- 無線機器：ケンウッド
- 塗装：シッケンズ製品によるアクゾノーベル・カー・リフィニッシュ・システム
- 冷却システム：カルソニックカンセイ 冷却水、オイル
- ギヤボックス︰カーボンファイバーコンポジット製ケース、縦置き
- ギヤ数︰前進8速、後退1速
- ギヤ操作︰電動油圧式シームレスシフト

### パワーユニット
- 型式：ルノー E-Tech 19
- 最小重量：145kg
- パワーユニットコンポーネント：内燃エンジン(ICU)、MGU-K、MGU-H、エネルギー貯蔵装置(ES)、ターボチャージャー、コントロールユニット

#### エンジン
- 排気量：1,600cc
- 気筒数：V型6気筒
- バンク角：90度
- バルブ数：24
- 最高回転数：15,000rpm（レギュレーションで規定）
- 最大燃料流量：100kg/h（10,500 rpmの場合）
- 最大燃料容量：110kg
- 燃料噴射方式：直接噴射（1シリンダーあたり1噴射器、最大500bar）
- ターボチャージャー：同軸単段コンプレッサー、タービン

#### エネルギー回生システム
- 機構：モーター・ジェネレーター・ユニットによるハイブリッド・エネルギー回生。MGU-Kはクランクシャフトに、MGU-Hはターボチャージャーに接続
- エネルギー貯蔵装置(ES)：リチウムイオンバッテリー（20-25kg）、1周あたり最大4MJを貯蔵
- MGU-K
  - 最高回転数：50,000rpm
  - 最大出力：120kW
  - 最大回生量：1周あたり2MJ
  - 最大放出量：1周あたり4MJ
- MGU-H
  - 最高回転数：125,000rpm
  - 最大出力：無制限
  - 最大回生量：無制限
  - 最大放出量：無制限

### トランスミッション
- ギアボックス：カーボンファイバー・コンポジット製ケース、縦置き
- ギア数：前進8速、後退1速
- ギア操作：電動油圧式シームレスシフト
- ディファレンシャル：遊星歯車構造の多板リミテッド・スリップ・クラッチ式ディファレンシャル
- クラッチ：電動油圧式カーボンファイバー製多板クラッチ

## 記録
- カルロス・サインツJr. - 96点（ドライバーズランキング6位）
- ランド・ノリス - 49点（同11位）

| 年   | No. | ドライバー | 1   | 2   | 3   | 4   | 5   | 6   | 7   | 8   | 9   | 10  | 11  | 12  | 13  | 14  | 15  | 16  | 17  | 18  | 19  | 20  | 21  | ドライバーズポイント | ポイント | ランキング |
| 年   | No. | ドライバー | AUS | BHR | CHN | AZE | ESP | MON | CAN | FRA | AUT | GBR | GER | HUN | BEL | ITA | SIN | RUS | JPN | MEX | USA | BRA | ABU | ドライバーズポイント | ポイント | ランキング |
| ---- | --- | ---------- | --- | --- | --- | --- | --- | --- | --- | --- | --- | --- | --- | --- | --- | --- | --- | --- | --- | --- | --- | --- | --- | -------------------- | -------- | ---------- |
| 2019 | 55  | サインツ   | Ret | 19† | 14  | 7   | 8   | 6   | 11  | 6   | 8   | 6   | 5   | 5   | Ret | Ret | 12  | 6   | 5   | 13  | 8   | 3   | 10  | 96                   | 145      | 4位        |
| 2019 | 4   | ノリス     | 12  | 6   | 18† | 8   | Ret | 11  | Ret | 9   | 6   | 11  | Ret | 9   | 11† | 10  | 7   | 8   | 11  | Ret | 7   | 8   | 8   | 49                   | 145      | 4位        |

- 太字はポールポジション、斜字はファステストラップ（key）
- † 印はリタイアだが、90%以上の距離を走行したため規定により完走扱い。